# Za chwilę dalszy ciąg programu
Za chwilę dalszy ciąg programu (w skrócie ZCDCP) – telewizyjny program satyryczny Wojciecha Manna i Krzysztofa Materny. Emitowany w TVP2 w latach 1988–1994 (niektóre odcinki były nadawane ponownie w TVP1 i w TVP Polonia).

## Charakterystyka
Współautorami programu byli i występowali w nim także Grzegorz Wasowski, Sławomir Szczęśniak oraz Arkadiusz Stegenka (od 1988 roku do jesieni 1992). Gościnnie w programie pojawiali się m.in. Kazimierz Górski (w cyklu Księga przysłów polskich), Katarzyna Figura, Kayah, Jacek Kawalec, Krzysztof Tyniec.
Każdy odcinek Za chwilę... składał się z licznych skeczy i parodii o bardzo różnorodnej tematyce, a także krótkich żartów słownych. Niektóre skecze pojawiały się cyklicznie w poszczególnych odcinkach, np. Gabinet lekarski (Doktor Werner i siostra Irena), Kuchnia pełna niespodzianek (Pan Redaktor i Pan Wacław), a wcześniej – Rodzina włoska oraz parodie teleturniejów m.in. Krąg Obfitości („Koło Fortuny”), We Dwoje Przez Znoje (parodia „Czaru par”) czy też autorska wersja programu publicystycznego „Puls Dnia” pt. Tętno Pulsu. Dużą popularnością cieszył się cykl o rodzinie mafijnej, gdzie Wojciech Mann grał capo di tutti capi, a pozostali członkowie zespołu odtwarzali role jego niezbyt rozgarniętych synów, starających się bezskutecznie pozbyć ojca drogą zamachu. Skecze w każdym odcinku spinała konferansjerka Manna i Materny; konferansjerka zazwyczaj posiadała motyw przewodni, z którego wynikała tematyka następującego po niej skeczu. Pojawiający się w czołówce motyw muzyczny był autorstwa Jerzego Wasowskiego, a został zaczerpnięty z Kabaretu Starszych Panów.
W pierwszym odcinku Za chwilę... z czerwca 1988 roku pojawił się blok reklamowy (nie były to przerwy reklamowe, filmy reklamowe wmontowano między prezentowane skecze). Wyemitowano trzy reklamy produktów dystrybuowanych w Polsce przez Curtis International, spółkę Zbigniewa Niemczyckiego.
W styczniu 2009 roku ok. 20 odcinków programu było reemitowane na kanale TVP Kultura.
4 września 2010 emisję odcinków z lat 1992–1994 roku zaczęła stacja Comedy Central w Polsce.